# Mikres Kyklades: irakleia, Schοinousa, Koufοnisia, Kerοs, Antikeri kai Thalassia Zoni
Mikres Kyklades: irakleia, Schοinousa, Koufοnisia, Kerοs, Antikeri kai Thalassia Zoni este o arie protejată (arie specială de conservare — SAC, sit de importanță comunitară — SCI) din Grecia întinsă pe o suprafață de 12.588,69 ha, integral pe uscat.

## Localizare
Centrul sitului Mikres Kyklades: irakleia, Schοinousa, Koufοnisia, Kerοs, Antikeri kai Thalassia Zoni este situat la coordonatele 36°55′31″N 25°35′19″E / 36.925404°N 25.588572°E.

## Înființare
Situl Mikres Kyklades: irakleia, Schοinousa, Koufοnisia, Kerοs, Antikeri kai Thalassia Zoni a fost declarat sit de importanță comunitară în aprilie 1997 pentru a proteja 3 specii de animale. Situl a fost protejat și ca arie specială de conservare în martie 2011.

## Biodiversitate
Situată în ecoregiunile marină mediteraneană și mediteraneană, aria protejată conține 16 habitate naturale: Bancuri de nisip acoperite în permanență slab de apă marină, Straturi cu Posidonia (Posidonion oceanicae), Recifuri, Vegetație anuală la limita mareei, Faleze cu vegetație de Limonium spp. endemic de pe coastele mediteraneene, Salicornia și alte specii anuale care populează regiunile mlăștinoase și nisipoase, Pășuni mediteraneene udate de apa mării (Juncetalia maritimi), Tufărișuri halofile mediteraneene și termo-atlantice (Sarcocornetea fruticosi), Dune mobile cu vegetație embrionară, Matorral arborescenți cu Juniperus spp., Sarcopoterium spinosum phryganas, Pante stâncoase calcaroase cu vegetație casmofită, Peșteri inaccesibile publicului, Peșteri marine scufundate complet sau parțial, Păduri de Olea și Ceratonia, Păduri de pin mediteraneene cu pini mezogeni endemici.
La baza desemnării sitului se află mai multe specii protejate:
- mamifere (2): marsuin (Phocoena phocoena), delfin mare (Tursiops truncatus)
- reptile (1): șarpele cu patru dungi (Elaphe quatuorlineata)

Pe lângă speciile protejate, pe teritoriul sitului au mai fost identificate 19 specii de plante, 1 specie de mamifere, 1 specie de nevertebrate, 6 specii de reptile.